# Corydrane
Le corydrane est un stimulant (ou excitant), au goût très amer, très répandu dans les années 1950, constitué d'aspirine et d'amphétamines. Il a été retiré du marché français en 1971.
Beaucoup de journalistes (Claude Sarraute) et d'intellectuels (comme Jean-Paul Sartre, Claude Lanzmann ou Marguerite Duras) étaient de grands consommateurs de ce produit. Un cachet, ou même la moitié d'un, était suffisant pour se donner un « coup de fouet ».
Le composé bioactif du corydrane est l'acétylsalycilate de noréphédrane. Ce produit est un sel formé par la combinaison d'une amine (noréphédrane) et d'un acide carboxylique (l'acide acétylsalicylique). La noréphédrane est un stimulant plus communément connu sous le nom dl-amphétamine. L'acide acétylsalicylique est le composé actif retrouvé dans l'aspirine.